# Dicrurus sumatranus
Drongo-de-samatra (Dicrurus sumatranus) é uma espécie de ave da família Dicruridae.
É endémica da Indonésia.
Os seus habitats naturais são: florestas subtropicais ou tropicais húmidas de baixa altitude.
Está ameaçada por perda de habitat.